# Administración de Incendios de Estados Unidos

Sello de la Administración para los Incendios de Estados Unidos

La Administración de Incendios de Estados Unidos (USFA) es una división de la Agencia Federal para la Gestión de Emergencias, que a su vez está gestionada por el Departamento de Seguridad Nacional, localizada en el área no incorporada del condado de Frederick, Maryland, cerca de Emmitsburg.

## Organización
- Secretario de Seguridad Nacional estadounidense
  - Administrador - Agencia Federal para el Manejo de Emergencias
    - Administrador
      - Subadministrador
        - Academia de la División Nacional de Bomberos
        - Dirección Nacional de Programas de Fuego
        - División de Servicios de Apoyo